# لويس أراتا
لويس أراتا (بالإسبانية: Luis Arata)‏ هو ممثل أرجنتيني، ولد في 23 أغسطس 1895 في بوينس آيرس في الأرجنتين، وتوفي بنفس المكان في 21 يونيو 1967.

## وصلات خارجية
- لويس أراتا على موقع IMDb (الإنجليزية)
- لويس أراتا على موقع قاعدة بيانات الفيلم (الإنجليزية)